# Lucas Elvenes
Lucas Elvenes, född 18 augusti 1999 i Ängelholm, är en svensk professionell ishockeyspelare som spelar för Leksands IF i SHL.

## Spelarkarriär
Elvenes har spelat i IK Oskarshamn i Hockeyallsvenskan och för Rögle BK och HV71 i SHL.

### NHL

#### Vegas Golden Knights
Elvenes draftades i femte rundan som 127:e spelare totalt av Vegas Golden Knights 2017.
Den 15 juni 2018 skrev han på ett treårigt entry level-kontrakt med Golden Knights.

## Privatliv
Lucas Elvenes är yngre bror till ishockeyspelaren Ludvig Elvenes i Rögle BK, samt son till Stefan Elvenes och brorson till Roger Elvenes och Tord Elvenes, alla före detta professionella ishockeyspelare som under en tid bildade en brödrakedja i just Rögle BK. Farfar var Björn Elvenes, norsk landslagsman.